# Pichit Jaibun
Pichit Jaibun (thailändisch พรรษา เหมวิบูลย์, * 1. Juli 1986 in Prachin Buri), auch unter dem Namen Golf (thailändisch กอล์ฟ) bekannt, ist ein thailändischer Fußballspieler.

## Karriere

### Verein
Pichit Jaibun erlernte das Fußballspielen auf dem Rajdamnern Commercial College. Seinen ersten Vertrag unterschrieb er 2007 beim Erstligisten BEC Tero Sasana FC in Bangkok. Bis Mitte 2012 absolvierte er 57 Spiele für Police. Zur Rückserie 2012 wechselte er zum Ligakonkurrenten Esan United. Zum Suphanburi FC, ebenfalls ein Verein der Thai Premier League, wechselte er 2013. Die Rückserie 2014 wurde er nach Chai Nat an den Erstligisten Chainat Hornbill FC ausgeliehen. Nach Leihende wurde er von Chainat fest verpflichtet. 2017 unterschrieb er einen Vertrag beim Sukhothai FC. Hier spielte er ein Jahr. Nach 23 Spielen ging er 2018 zurück nach Bangkok, wo er sich Air Force Central anschloss. Am Ende der Saison belegte die Air Force den 18. Tabellenplatz und musste somit in die Thai League 2 absteigen. 2019 unterschrieb er in Trat einen Vertrag beim Erstligaaufsteiger Trat FC. Am Ende der Saison 2020/21 musste er mit Trat als Tabellenvorletzter in die zweite Liga absteigen. Nach dem Abstieg verließ er Trat und schloss sich dem Drittligisten Kabin United FC an. Mit Kabin spielte er 40-mal in der Eastern Region der Liga. Im Sommer 2023 wechselte er zum Drittligaaufsteiger Prachinburi City FC. Mit dem Verein aus Prachinburi spielte er ebenfalls in der Eastern Region. Hier kam er sechsmal zum Einsatz. Der Kabin United FC, ein Ligakonkurrent, nahm ihn Ende Dezember 2023 unter Vertrag.

### Nationalmannschaft
2013 spielte Pichit Jaibun viermal für die thailändische Nationalmannschaft.

## Erfolge
BEC-Tero Sasana FC
- Thailändischer Pokalfinalist: 2009